# Gunnar Elgered
Gunnar Elgered, född 1955 i Götene, är en svensk elektroingenjör. 
Elgered doktorerade 1983 vid Institutionen för elektronfysik på Chalmers. Han är sedan 1 februari 2001 professor i elektrisk mätteknik vid Chalmers och prefekt vid Institutionen för rymd- och geovetenskap. Han är även verksam vid Onsala rymdobservatorium. 